# Iwata Nakayama
Iwata Nakayama, en idioma japonés 中山 岩太, Nakayama Iwata, ( 1895 - 1949 ) fue un fotógrafo japonés que fundó el Ashiya Camera Club y la revista de fotografía Koga.
Nació en Yanagawa en el seno de una familia acomodada, lo que le permitió estudiar en el colegio privado Kyohoku-Chugakko y después en la Universidad Nacional de Bellas Artes y Música de Tokio donde fue el primer alumno matriculado en los estudios de fotografía. En 1918 se trasladó a Estados Unidos para continuar sus estudios en la Universidad Estatal de California, pero en 1921 empieza a trabajar en su estudio fotográfico 《Laquan Studio》 realizando retratos de estilo pictorialista. En 1926 se trasladó a París dedicándose a la fotografía de modas.
En 1926 regresó a Japón y abrió un estudio fotográfico en Kobe. En 1930 fundó el Ashiya Camera Club junto a Kanbee Hanaya, Kichinosuke Benitani y Seiji Korai que se convirtió en un lugar de encuentro para los fotógrafos de vanguardia y se daban a conocer técnicas como los fotogramas y los fotomontajes. En 1932 fundó la revista Koga con Yasuzo Nojima, Nobuo Ina e Ihei Kimura que fue su mayor impulsor.
Su estilo fotográfico fue evolucionando desde el pictorialismo de sus primeros años hacia una fotografía abstracta durante los años de la Segunda Guerra Mundial pasando por el experimentalismo y el trabajo fotográfico más generalista.